# Kuźnica Bogucka

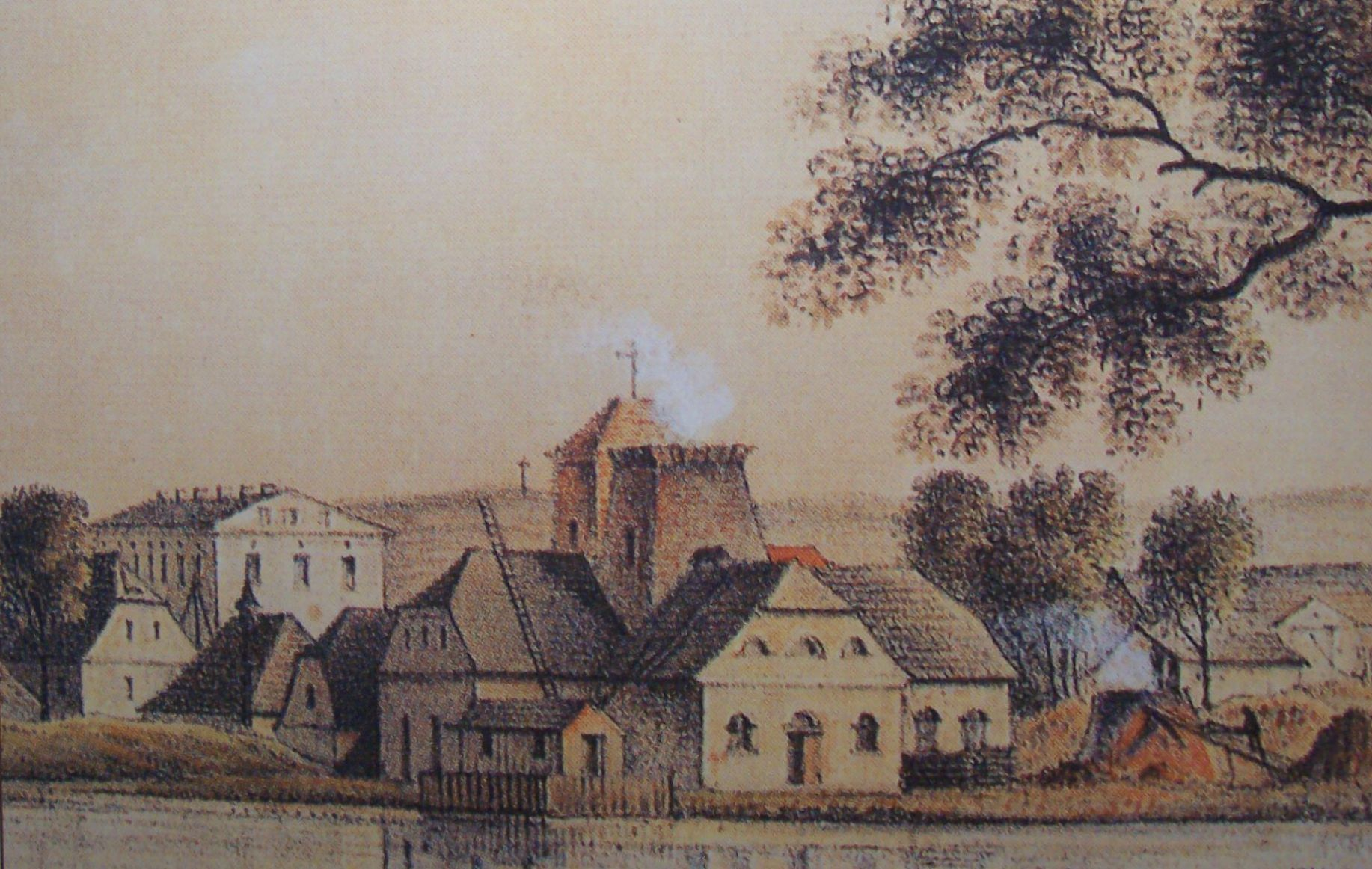
Widok na Kuźnicę Bogucką, połowa XIX wieku (litografia Ernsta Knippla)

Kuźnica bogucka w 1823 roku.
1. budynek główny
2. płuczka rudy
3. węgielnia
4. szopa na rudę
5. ognisko po prażenia
6. upust kołowy
7. upust przemiałowy

Kuźnica Bogucka – nazwa osady przemysłowej wydzielonej z Bogucic, która stała się
zalążkiem obecnych Katowic.
Kuźnica Bogucka jest także nazwą, pod którą występował zakład produkcyjny – kuźnica bogucka, który powstał ok. 1360 r. Kuźnica bogucka – zakład znajdował się na terenie osady przemysłowej Kuźnica Bogucka.
Osada przemysłowa Kuźnica Bogucka wydzieliła się w XV w. ze wsi Bogucice. W XV w. były to dobra ziemskie umiejscowione pomiędzy Roździanką (pierwotna nazwa potoku Rawa) i jej prawym dopływem – Osiekiem a rzeką Kłodnicą. Właścicielami tej ziemi na przestrzeni wieków byli m.in. książęta opolsko-raciborsko-rybniccy (1178-1336) i opawscy (1336-1424).
Pierwszą wzmiankę o terenie, na którym stała bogucka kuźnica żelaza (wieś „Boguczyce z wsią Rozdzen i z miastem Myslowicze”), przytacza dokument darowizny sporządzony w Pszczynie 15 grudnia 1360 roku i podpisany przez Mikołaja II Opawskiego. Wzmianka o kuźnicy boguckiej pojawia się także w 1397 roku w tekście wyroku kurii biskupiej w Krakowie o nadawstwo (kolaturę) kościoła parafialnego w Mysłowicach.
W 1480 roku właścicielem ziemi pszczyńskiej wraz z okręgiem mysłowickim, w którym znajdowała się Kuźnica Bogucka, został Kazimierz II cieszyński. Kazimierz II tereny te odkupił od Wiktoryna z Podiebradów i z kolei odsprzedał je w 1517 r. kupcowi węgierskiemu z Krakowa Aleksemu Turzo.
Nieco wcześniej, bo w 1486 roku, Kazimierz II zatwierdził umowę, w myśl której właścicielem terenu koło Bogucic (z młynem i stawem), wioski Brwinów i 2 łanów w Bogucicach został kuźnik Jurga Kleparski. Jak mówi dokument, ma on „kuźniczy stawiti” (postawić kuźnicę), a dokładniej: „ten staw u Boguticz y młyn k swey potrzebie oprawili ma”. Uzyskuje również prawo do korzystania z lasów i „wszystkich innych rzeczy”, których „już inni kuźnicy ku potrzebie kuźniczej używali od starodawna”. Jurga Kleparski przywrócił kuźnicy na wiele lat dawną świetność.
W roku 1536 dobra Kuźnicy Boguckiej zostały wydzielone z ziemi pszczyńskiej, a ich właścicielem został sekretarz królowej Bony, Stanisław Salamon z Krakowa.
Około 1580 r. na terenach należących do dóbr Kuźnicy Boguckiej, kuźnik Andrzej Bogucki założył wieś zagrodniczą Katowicze, zwaną później Katowicami, wspomnianą pierwszy raz w źródłach w 1598 r.. W roku 1598 dzierżawcą Kuźnicy wraz ze wsiami Katowice i Brwinów (Brynów) został Adam Behmer. Na początku XVII w. w Kuźnicy Boguckiej znajdowały się m.in. zabudowania kuźnicy, folwark z ziemią orną i odłogami, dwa łany bogucickie, zagrody, karczma, młyny i stawy rybne.
Kuźnik z pobliskiego Roździenia, Walenty Roździeński, spokrewniony z właścicielami kuźnicy boguckiej, wydał w 1612 r. w Krakowie unikatowy w literaturze polskiej poemat Officina ferraria, abo huta y warstat z kuźniami szlachetnego dzieła żelaznego. Wymienia w nim najdawniejsze kuźnice na Górnym Śląsku, a wśród nich – kuźnicę bogucką, której poświęca trzy strofy.

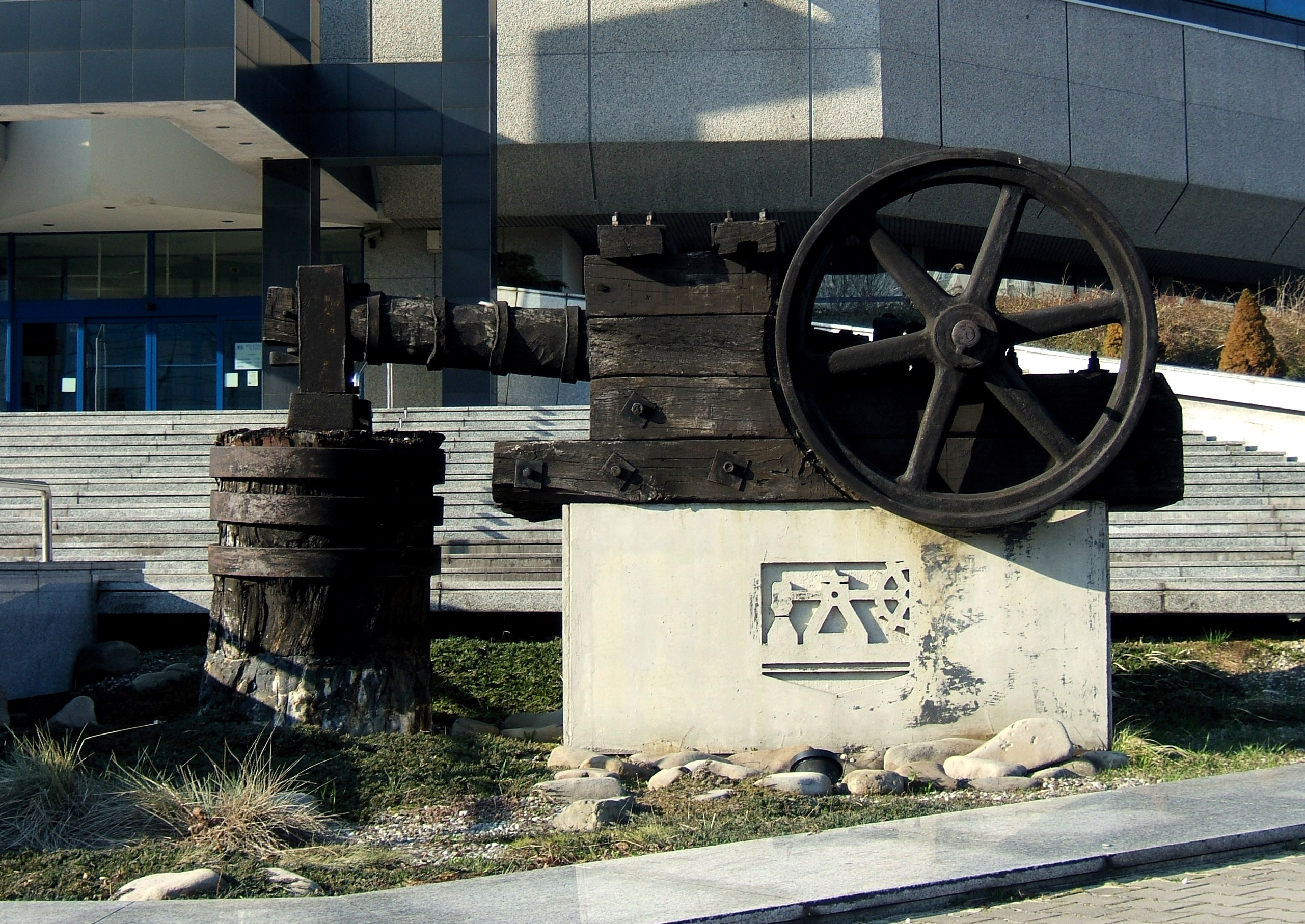
Młot napędzany kołem wodnym będący w herbie Katowic, jaki działał w Kuźnicy Boguckiej (Replika stoi przed Biblioteką Śląską w Katowicach)

W XVIII w. działała kuźnica (zwana „hamernią”), gdzie funkcjonowała dymarka służąca do wytopu stali oraz młot napędzany kołem wodnym. Zakład produkował wyroby metalowe.
Na przestrzeni XVII–XIX w. właściciele Kuźnicy Boguckiej zmieniali się często: w roku 1609 była nią Katarzyna Salamonowa, następnie Jadwiga Gosławska, później Karol Bernard Sobek i Jan Krzysztof Mieroszewski, sekretarz królów polskich, który w 1698 r. odkupił ją od poprzedniego właściciela i w tym samym roku odsprzedał za 13 750 talarów Georgowi Holly z Ponięcic koło Raciborza.
Na przełomie XVII i XVIII wieku w dobrach Kuźnicy powstały dwa folwarki – folwark bogucki (hutniczy) w rejonie dzisiejszych ulic Piastowskiej, Uniwersyteckiej i alei Wojciecha Korfantego oraz folwark brwinowski (brynowski) – przy obecnej ulicy Tadeusza Kościuszki (między osiedlem Alfonsa Zgrzebnioka a tzw. Ptasim Osiedlem).

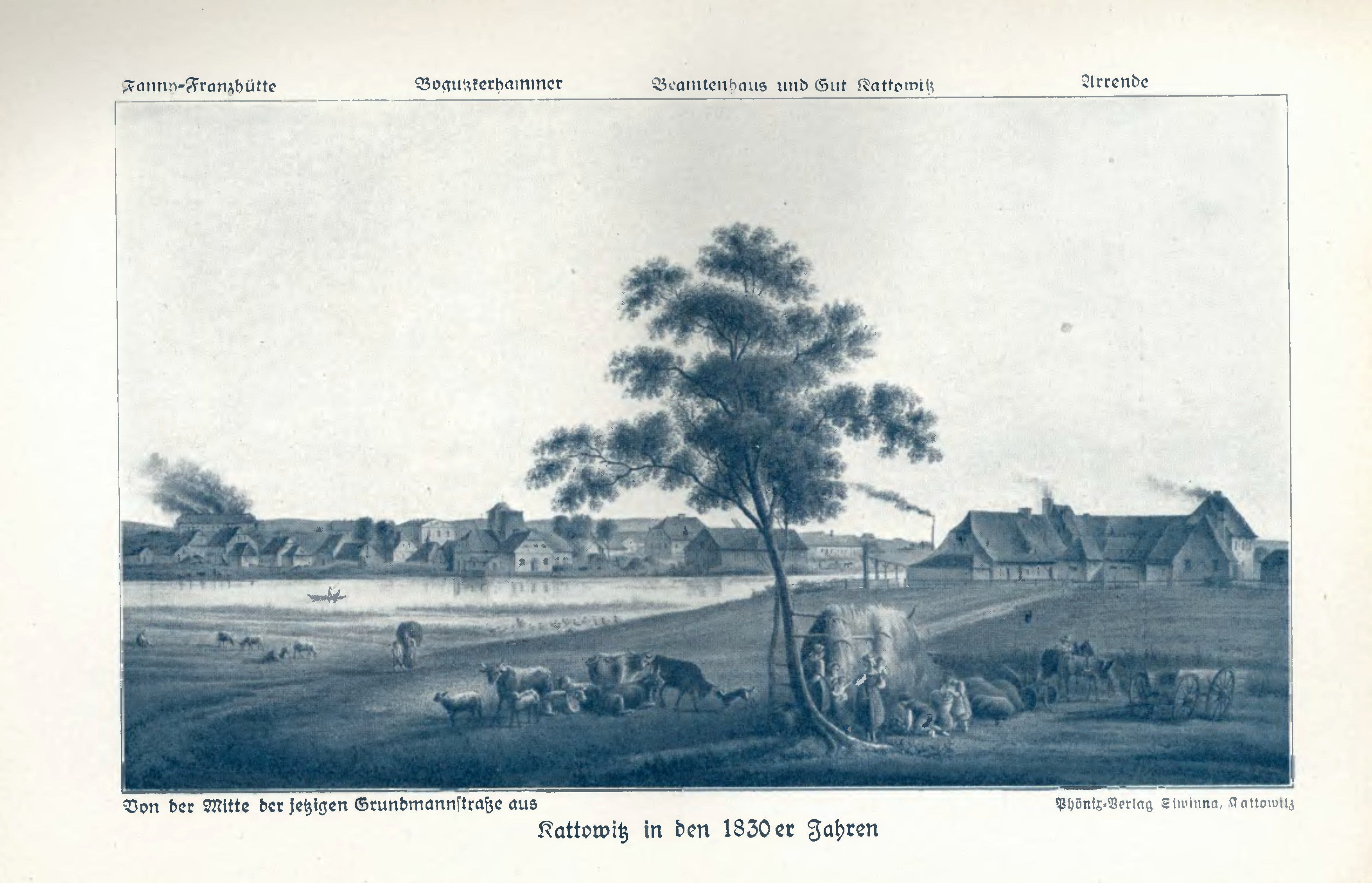
Nieistniejąca Karczma Katowicka (Arrende), po prawej, na litografii z XIX wieku

W roku 1702 dobra Kuźnicy Boguckiej przeszły na własność Baltazara Erdmana Promnitza, który kupił je za 15 tysięcy złotych reńskich. Od Promnitzów kupił Kuźnicę, Katowice i Brwinów Jan Krzysztof Mieroszewski, starosta i sędzia ziemski księstwa siewierskiego, pierwszy ordynat mysłowicki. Po śmierci Mieroszewskiego w 1755 r. właścicielką Kuźnicy Boguckiej została jego jedyna córka Józefa, po mężu Schwellengrebel, która w 1764 roku sprzedała ją, ale już jako dobra rycerskie – Katowice (nazwa: Ritter-Gut Cattowitz) swojemu synowi Janowi Nepomucenowi. W sporządzonym 20 lat później opisie geograficzno-statystycznym Śląska zaznaczono podobnie: „Bogucka Kuźnica nazywana też Katowicami, należy do szlacheckiej rodziny Näfe”. Gottlieb Friedrich von Näfe był właścicielem dóbr katowickich od 1776 r., kolejnymi zaś właścicielami byli: od 1790 Josef von Mikusch, od 1796 Bernard von Mleczko, od 1799 Johann Friedrich Koulhaas, pionier nowoczesnego hutnictwa z Kalet, od 1809 Johann Friedrich Wedding budowniczy hut śląskich, od 1832 Karl Friedrich Lehmann, radca górniczy, od 1838 Franz von Winckler, właściciel kilkudziesięciu kopalń, 12 hut i posiadłości ziemskich, od 1851 Maria Winckler, żona Franza, od 1853 Waleska von Tiele-Winckler, córka F. von Wincklera z pierwszego małżeństwa, jedyna spadkobierczyni. Po 1865 r., czyli po nadaniu praw miejskich wsi Katowice, nie odnotowano w dokumentach, aby dobra katowickie miały jako całość jednego właściciela.